# Bremen Zwei
Bremen Zwei (zapis stylizowany: bremen zwei) – nadawca publiczny programu radiowego Radio Bremen. Jest następcą prawnym poprzednio działającego Nordwestradio, które zostało przez niego zastąpione we wczesnych godzinach dnia 12 sierpnia 2017 na wszystkich częstotliwościach i kanałach dystrybucji. Nowy program słowny i program kulturalny bremen zwei różni się znacznie od koncepcji starego Radio Bremen 2, poprzednika Nordwestradio.
Zmianie uległa koncepcja programowa radiostacji. Znacznie wzrosła w stosunku do Nordwestradio liczba programów poświęconych kulturze. Niedzielne transmisje z nabożeństw zostały zastąpione przez alternatywne programy o treści religijnej. Ponadto znacznie wzrosła w bremen zwei ilość treści nadawanych na żywo. Bremen Zwei emituje na żywo program w okresie 7:00–18:00 w weekendy. W ciągu tygodnia wzrośnie ilość nadawanych na żywo jazzu, soulu i muzyki klasycznej. Ponadto nowa koncepcja Bremen Zwei obejmuje  pasmo programowe dla długich formatów, takich jak transmisja koncertów klasycznych, książek audio, słuchowisk radiowych i seriali.

## Nadajniki

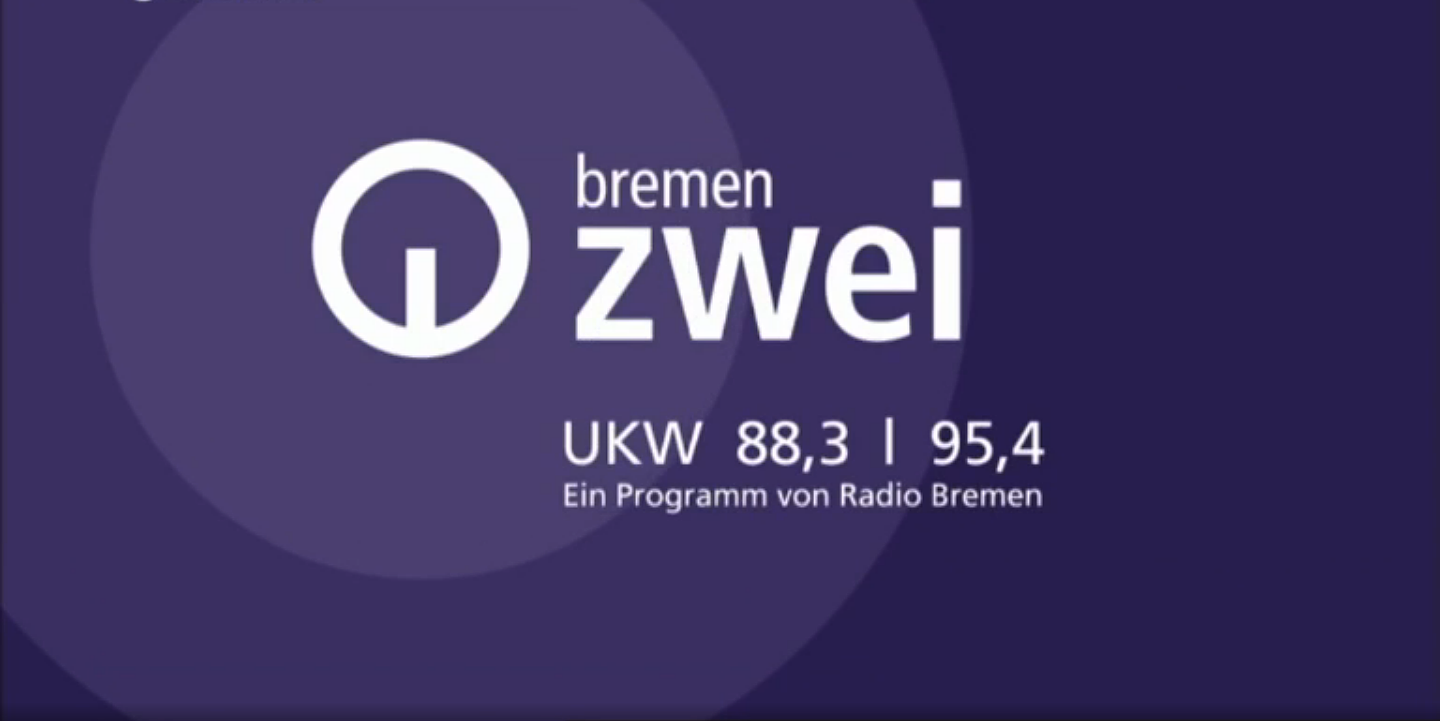
Logo Bremen Zwei ze specyfikacją częstotliwości

Bremen Zwei jest nadawana na dwóch częstotliwościach FM  i transmitowana – w Bremie 88,3 MHz o mocy 100 kW, w Bremerhaven 95,4 MHz i 25 kW. Obszarem odbioru sygnału radiostacji jest kraj związkowy Brema i zachód Dolnej Saksonii. Jest nadawany przez satelitę DVB-S Astra 1H, transponder 93 (12,266 GHz, polaryzacja pozioma). Jest też dostępna transmisja internetowa.
W kraju związkowym Brema nadawana cyfrowo DAB+ w kanale 7B. Na terenie Niemiec jest przesyłany kablowo sygnał analogowy DVB-C.